# Borrelia
Borrelia är ett bakteriesläkte som orsakar två olika typer av sjukdomar. Den ursprungliga gruppen är återfallsfebrar, varav flera är mycket allvarliga och kända sedan 1800-talet, och den andra gruppen är mildare och har främst upptäckts efter 1980 och som särskilt orsakar hudinfektioner. De senare kan emellertid också orsaka djupare kroniska skador på bland annat leder och nervsystem och benämns internationellt ofta för "Lyme-disease" eller liknande.
I Sverige är borrelios eller borreliainfektion numera det officiella namnet för sjukdomar inom Lyme-disease-gruppen.

## Taxonomi och systematik
Borrelia tillhör ordningen Spirochaetales vilken innehåller familjerna Spirochaetaceae och Leptospiraceae. Borreliasläktet och syfilissläktet (Treponema) ingår i den förstnämnda familjen. 16S rRNA-gensekvensanalyser visar att spiroketerna skiljer sig distinkt från andra bakteriegrupper.
Typarten för borreliasläktet är B. anserina som orsakar sjukdom hos fåglar men numer är ovanlig utanför tropikerna. Den upptäcktes hos ankor, därav artnamnet anserina och karaktäriserades morfologiskt och kliniskt år 1891. Släktnamnet tillägnades senare den franske bakteriologen Amedee Borrel, som dock inte hade särskilt mycket att göra med spiroketer.
Arbete pågår att strukturera borreliaarternas taxonomi och systematik. Antalet arter anges år 2018 till 42 men förväntas förändras då det därtill finns förslag till ytterligare 8 eller 9 arter. Såväl genetiskt, kliniskt som epidemiologiskt skiljs det ut två distinkta till antalet arter ungefär lika stora borreliagrupper; de klassiska återfallsfebrarna med allvarliga sjukdomstillstånd som vid obehandlad sjukdom har 2-10 % dödlighet och de mildare sjukdomarna, som framför allt orsakar hudmanifestationer, borreliainfektion ("Lymes-sjukdomsgruppen"). Bakteriearterna inom denna senare grupp brukar sammanföras inom begreppet B. burgdorferi sensu lato då de orsakar likartad sjukdomsbild och är besvärliga att mikrobiologiskt skilja åt från varandra. Det finns därför förslag att den sistnämnda gruppen skall brytas ut och bilda ett eget släkte Borreliella, då med Borreliella burgdorferi som typart, vilket har orsakat debatt då många hävdar att det ökar förvirringen kring en redan komplicerad taxonomi och systematik.

## Allmänna karaktäristika
Borreliabakterierna har ungefär samma längd 8-30 µm men är grövre, 0,2 till 0,5 µm, än de andra spiroketerna som kan orsaka sjukdom hos människa. De rör sig med korkskruvsliknande rörelser även i kraftigt viskösa medier som bindväv. De har endoflageller, i motsats till andra bakterier, och är krävande i sina tillväxtkrav. De växer dessutom sakta i mikroaerofil eller anaerob miljö, om de över huvud taget går att odla ut.
Genomet hos borreliaarterna är ovanligt i jämförelse med andra prokaryoter, då de har en liten linjär kromosom med omkring 1 000 kilobaspar samt både linjära och cirkulära plasmider. Likaså har de ett lågt guanin+cytocin-innehåll (G+C) på cirka 30 procent.

## Epidemiologi
Borreliabakterier förekommer över hela världen och de olika arterna är mer eller mindre värdspecifika, det vill säga de är bundna till en viss kombination av både värddjur och vektor. De två sjukdomsgrupperna som orsakas av borreliabakterier är återfallsfebrar och borreliainfektion (Lymes disease-gruppens sjukdomar).

### Återfallsfebrar
De flesta återfallsfebrarna har gnagare som reservoarer och sprids med mjuka fästingar ur släktet Ornithodoros. Ett undantag är B. recurrentis som orsakar lusburen återfallsfeber som sprids med klädlusen Pediculus humanus humanus och har människan som enda kända värd och reservoar. Tidigare ansågs även B. duttoni, som orsakar fästingburen återfallsfeber också vara strikt bunden till människa, men senare undersökningar har medfört att det har ifrågasatts. Vanligtvis är de fästingburna återfallsfebrarna mildare än den lusburna, men infektion med B. duttoni är ett undantag som kan orsaka mycket svår sjukdom.
Ornithodorosfästingarna är nattaktiva och intar snabbt sina blodmåltider med bett som varar 10-30 minuter, så den bitne ofta inte blir varse vad som har hänt. 
Orsaken till de återkommande febertopparna är att borreliabakterierna ändrar ytantigen och därför undgår den sjukes immunförsvar. Den klädlusburna B. recurrentis ändrar ytantigen ungefär var sjunde dag, vilket orsakar de återkommande febertopparna då värdens immunförsvar inte omedelbart förmår stoppa infektionen.

### Borreliainfektion (Lymes-sjukdomsgruppens sjukdomar)
De borreliainfektioner som förekommer i Sverige tillhör Lymes-gruppens sjukdomar och sprids med hårda fästingar som ingår i Ixodes-släktet. Dessa infektioner är i stort sett begränsade till norra halvklotet och har betydligt mildare sjukdomsförlopp än återfallsfebrarna.